# 라트케
라트케(이디시어: לאטקע)는 아슈케나즈 유대인들의 감자 부침이다. 하누카 때 먹는 명절 음식의 하나이다.

## 같이 보기
- 올라디이